# Јорктаун (Тексас)
Јорктаун (енгл. Yorktown) град је у америчкој савезној држави Тексас. По попису становништва из 2010. у њему је живело 2.092 становника.

## Демографија
Према попису становништва из 2010. у граду је живело 2.092 становника, што је 179 (7,9%) становника мање него 2000. године.
| Група             | 2000.         | 2010.         |
| Белци             | 1.338 (58,9%) | 1.091 (52,2%) |
| Афроамериканци    | 68 (3,0%)     | 58 (2,8%)     |
| Азијати           | 0 (0,0%)      | 0 (0,0%)      |
| Хиспаноамериканци | 854 (37,6%)   | 937 (44,8%)   |
| Укупно            | 2.271         | 2.092         |